# Liga dos Campeões da CAF de 1978
A Copa Africana dos Clubes Campeões de 1978 foi a 14.ª edição da competição anual internacional de futebol de clubes realizada na região da CAF (África). O torneio foi jogado por 24 equipes e foi usado um esquema de playoffs com partidas em casa e fora. Canon SY do Camarões venceu a final e tornou-se pela segunda vez campeã da Africa.

## Equipes classificadas
| Associação                | Equipe                |
| ------------------------- | --------------------- |
| Argélia                   | JS Kabylie            |
| Burquina Fasso            | Silures               |
| Camarões                  | Canon                 |
| Costa do Marfim           | Africa Sports         |
| Egito                     | Al-Ahly               |
| Etiópia                   | Medr Babur            |
| Gabão                     | Vantour Mangoungou    |
| Gâmbia                    | Wallidan              |
| Guiné                     | Hafia                 |
| Guiné-Bissau              | Benfica               |
| Nigéria                   | Enugu Rangers         |
| RD Congo                  | Vita                  |
| Zâmbia                    | Green Buffaloes       |
| Líbia                     | Al-Tahhady            |
| Madagáscar                | AS Corps Enseignement |
| Lesoto                    | Matlama               |
| Malawi                    | Michiru Castles       |
| Sudão                     | Al-Merrikh            |
| Mauritânia                | Garde Nationale       |
| República Centro-Africana | Stade Centrafricain   |
| Níger                     | Olympic               |
| Uganda                    | KCCA                  |
| Somália                   | Horseed               |
| Tanzânia                  | Simba                 |

## Oitavas de Finais
| Equipe 1        | Total | Equipe 2        | 1.º jogo | 2.º jogo |
| --------------- | ----- | --------------- | -------- | -------- |
| JS Kabylie      | 3-0   | Al-Tahaddy      | 1-0      | 2-0      |
| Green Buffaloes | 1-0   | Matlama         | 1-0      | 0-0      |
| Canon           | 3-2   | Al-Merrikh      | 2-0      | 1-2      |
| Hafia           | 6-0   | Garde Nationale | 5-0      | 1-0      |
| Enugu Rangers   | w/o   | Olympic Niamey  | 1        |          |
| KCCA            | w/o   | Al-Ahly         | 1        |          |
| Africa Sports   | 2-4   | Silures         | 2-1      | 1-3      |
| Vita            | 2-0   | Simba           | 1-0      | 1-0      |

1 Olympic Niamey e Al-Ahly retiraram se.

## Quartas de Finais
| Equipe 1      | Total | Equipe 2        | 1.º jogo | 2.º jogo |
| ------------- | ----- | --------------- | -------- | -------- |
| JS Kabylie    | 3-3   | Vita            | 3-2      | 0-1      |
| Canon         | 3-1   | Green Buffaloes | 2-0      | 1-1      |
| Enugu Rangers | 4-1   | KCCA            | 3-1      | 1-0      |
| Silures       | 1-8   | Hafia           | 0-4      | 1-4      |

## Semi-Final
| Equipe 1 | Total       | Equipe 2      | 1.º jogo | 2.º jogo |
| -------- | ----------- | ------------- | -------- | -------- |
| Hafia    | 3-3         | Vita          | 2-0      | 1-3      |
| Canon    | 0-0 (6-5 P) | Enugu Rangers | 0-0      | 0-0      |

## Final
| Equipe 1 | Total | Equipe 2 | 1.º jogo | 2.º jogo |
| -------- | ----- | -------- | -------- | -------- |
| Hafia    | 0-2   | Canon    | 0-0      | 0-2      |

## Campeão
| Liga dos Campeões da CAF 1978 Campeão |
| ------------------------------------- |
| Camarões                              |
| Canon SY Segundo Titúlo               |